# 葉洛夫斯基火山
葉洛夫斯基火山是俄羅斯的火山，位於堪察加半島中部，屬於中部山脈的一部分，海拔高度1,381米，山體在全新世早期形成，最近一次火山噴發在公元前7500年發生。